# ارتجون دميترييف
ارتجون دميترييف (14 نوفمبر 1988 بتالين في إستونيا - ) هو لاعب كرة قدم إستوني في مركز الوسط. شارك مع منتخب إستونيا تحت 21 سنة لكرة القدم ومنتخب إستونيا تحت 23 سنة لكرة القدم ومنتخب إستونيا لكرة القدم. أما مع النوادي، فقد لعب مع رويال أنتويرب وليفاديا تالين ونادي انفونت تالين ونادي تورنهاوت ونادي سيلاماي كالف ونادي كرويا باكروييس ونادي نوم كاليو وFCI Tallinn II ‏ وFCI Levadia U21 ‏ ونادي ترانز نارفا وFC TVMK ‏ وFK Vėtra ‏.

## وصلات خارجية
- ارتجون دميترييف على موقع الاتحاد الدولي (مؤرشف)  (الإنجليزية)
- ارتجون دميترييف على موقع الاتحاد الأوربي (الإنجليزية)
- ارتجون دميترييف على موقع اتحاد إستونيا (الإنجليزية)
- ارتجون دميترييف على موقع قاعدة بيانات كرة القدم.إي يو (الإنجليزية)
- ارتجون دميترييف على موقع ناشيونال فوتبول تيمز (الإنجليزية)
- ارتجون دميترييف على موقع Soccerway.com (الإنجليزية)
- ارتجون دميترييف على موقع عالم كرة القدم.نت (الإنجليزية)